# بيتر جي. ستون
بيتر جي. ستون (بالإنجليزية: Peter Stone)‏ هو عالم آثار بريطاني، ولد في 14 أبريل 1957 في مانشستر في المملكة المتحدة.